# Magnaporthe oryzae
Magnaporthe oryzae (anamorf: Pyricularia oryzae) is een haploïde, heterothallische, draadvormige ascomycete schimmel die de "Rice Blast"-ziekte veroorzaakt in rijst (Oryza sativa). M. oryzae kan ook andere graangewassen infecteren zoals tarwe, gerst, gierst en andere soorten van de grassenfamilie (Poaceae).

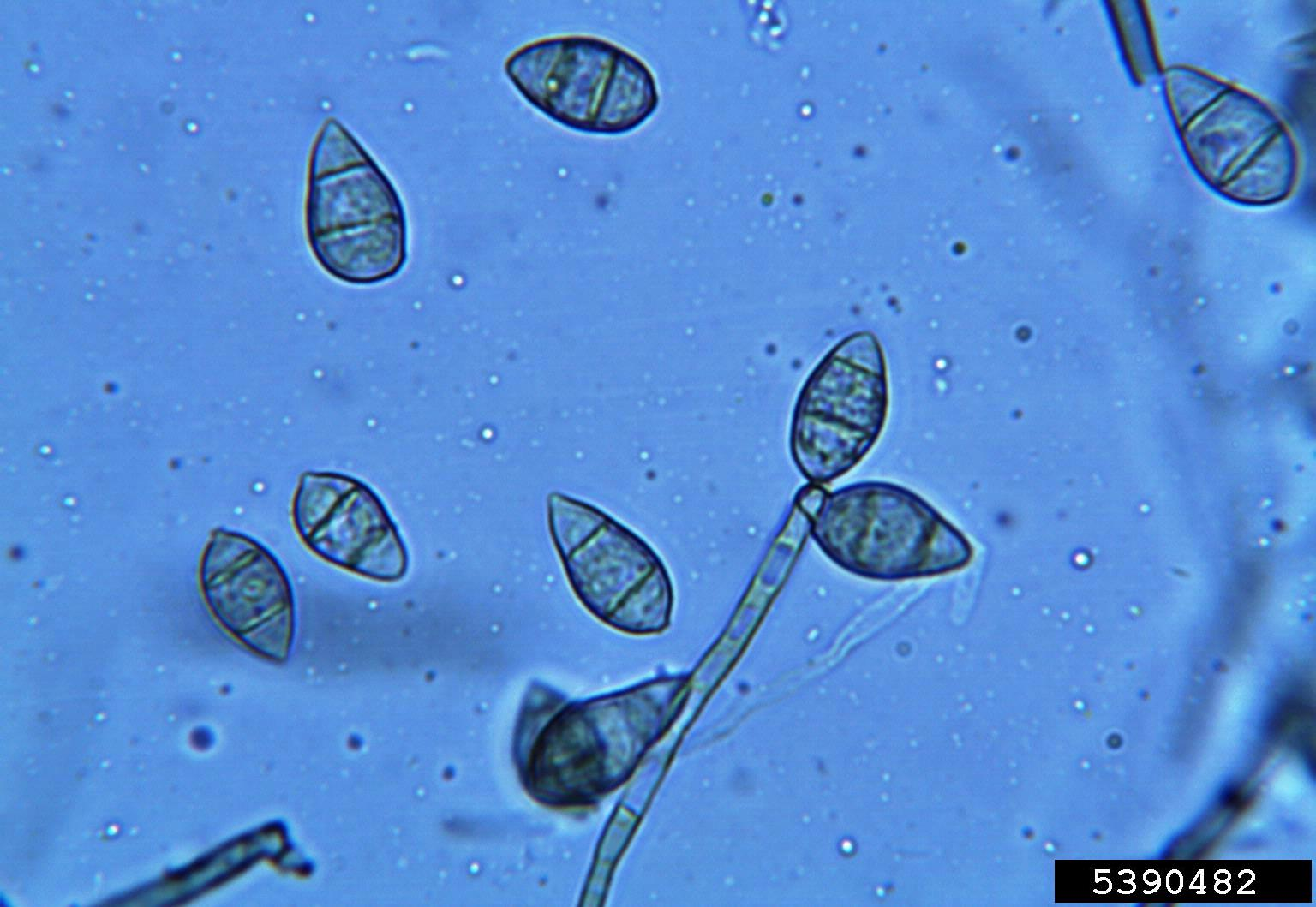
Condia van M. oryzae. Na aanhechting op het plantoppervlak, kunnen deze kiemen en een appressorium vormen.

M. oryzae behoort tot het Magnaporthe grisea-soortencomplex. Dit bestaat uit Magnaporthe grisea, Magnaporthe oryzae en ten minste twee andere cryptische soorten. De naam Magnaporthe grisea werd vaak gebruikt om te refereren naar de schimmel die Rice Blast veroorzaakt. Magnaporthe grisea wordt nu beschouwd als een nauw verwante soort. Andere namen werden/worden gebruikt in de literatuur om te verwijzen naar M. oryzae, zoals Pyricularia grisea en Pyricularia oryzae. Deze verwijzen naar het anamorfe levensstadium.
Rice Blast is een van de ernstigste rijstziekten ter wereld en leidt elk jaar tot zware oogstverliezen, in specifieke gevallen tot bijna 100% oogstverlies. De ziekte komt in zowat elk rijstproducerend gebied voor ter wereld. Symptomen van Rice Blast variëren afhankelijk van de omgevingsomstandigheden, de leeftijd en vatbaarheid van de plant en het deel van de plant dat geïnfecteerd is. Het meest typische symptoom is het ontstaan van elliptische laesies op de bladeren.  Afhankelijk van welk deel van de rijstplant geïnfecteerd is, krijgt de aandoening een verschillende naam. Zo wordt er bijvoorbeeld gesproken van "Leaf Blast" (infectie van het blad) en "Panicle Blast" (infectie van de pluim). Vooral infecties van de bloeiwijze leiden tot zware oogstverliezen. Een combinatie van resistente rijstvariëteiten, fungiciden en praktijken zoals teeltwisseling worden gebruikt om de ziekte te bestrijden. Deze resulteren zelden in langdurige bestrijding van de ziekte door het ontstaan van resistente M. oryzae-stammen. Deze ontstaan door mutaties in het genoom van M. oryzae, dat gekend is om vaak veranderingen te ondergaan.

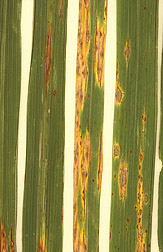
Bladletsels ten gevolge van M. oryzae infectie.

Mede door het belang van deze ziekte voor de landbouw is M. oryzae gegroeid tot een modelorganisme in de studie van plant-pathogeeninteracties. De genoomsequentie van M. oryzae werd reeds in 2005 bepaald. De infectiecyclus en het infectiemechanisme van M. oryzae zijn reeds goed bestudeerd, en de moleculaire mechanismen achter de initiële infectiestappen zijn voor het merendeel bepaald. De schimmel wordt beschouwd als een hemi-biotroof. In het begin van de infectie blijven geïnfecteerde plantencellen in leven, maar dermate de infectie vordert en de schimmel overgaat naar de necrotische fase, sterven de cellen af. Dit leidt tot het vormen van laesies op het plantenweefsel. M. oryzae gebruikt een aseksuele levenscyclus tijdens de infectie van de plant. De infectie begint wanneer een conidium landt en zich vasthecht op het plantoppervlak. Vervolgens kiemt de spore en wordt een appressorium gevormd op het oppervlak. In deze gemelaniseerde structuur wordt een hoge turgordruk opgebouwd door accumulatie van omsmolyten zoals glycerol. In combinatie met de secretie van enzymen, laat deze hoge druk de schimmel toe om het plantoppervlak te penetreren. Eens in een plantencel, kan de schimmel zich verplaatsen naar naburige cellen door middel van plasmodesmata. In een gevorderd stadium van de infectie vormt M. oryzae condiforen (ter hoogte van de laesies), die conidia dragen. Deze conidia kunnen door middel van wind of waterdruppels verspreid worden naar andere planten, waar ze de infectiecyclus kunnen herbeginnen. De volledig infectiecyclus duurt ongeveer zeven dagen. Zoals veel plantpathogenen, secerneert M. oryzae kleine eiwitten tijdens de infectie, gekend als "effectoren", die als functie hebben de activering van een immuunreactie in de plant te inhiberen. Resistente rijstvariëteiten kunnen deze effectoren herkennen en vervolgens een immuunreactie induceren.